# 張業遂

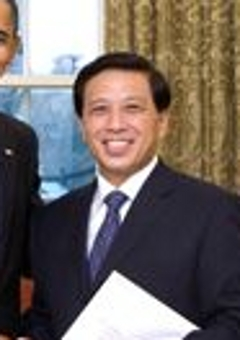
張業遂

張 業遂（ちょう ぎょうすい、1953年10月 - ）は、中華人民共和国の外交官。外交部筆頭副部長。過去に、外交部副部長、国連常駐代表、駐米大使を歴任。

## 生涯
湖北省天門市の岳口街道健康村にて誕生。北京外国語大学を卒業。1975年に英ロンドン・スクール・オブ・エコノミクスに留学。
1976年に外交部に入省し、駐英大使館職員として勤務。1982年から1988年まで外交部国際司にて三等書記官、副処長、一等書記官。1988年から1992年まで国連代表部にて一等書記官、参事官。1992年から1996年まで外交部国際司にて参事官、副司長。1996年から2000年まで外交部礼賓司司長。2000年から2003年まで外交部部長助理
2003年7月から2008年9月まで外交部副部長を務め、政策研究と軍備管理および軍縮の分野を担当。またアフリカ・ヨーロッパ・北アメリカ・オセアニアの問題と、国際法および条約についても主管。2008年10月から2010年3月まで国連常駐代表。2010年3月から駐米大使。2013年3月から外交部筆頭副部長。

## 家族
妻は外交官の陳乃清であり、駐ノルウェー大使や朝鮮半島事務特使を歴任した。